# Grozdovo, Varna
Grozdovo (în bulgară Гроздьово) este un sat în comuna Dolni Ciflik, regiunea Varna,  Bulgaria. 

## Demografie
Componența etnică a satului Grozdovo
     Romi (9,35%)
     Turci (42,02%)
     Bulgari (43,13%)
     Nicio identificare (5,1%)
     Altele (0,37%)
La recensământul din 2011, populația satului Grozdovo era de 2.427 locuitori. Nu există o etnie majoritară, locuitorii fiind bulgari (43,13%), turci (42,02%) și romi (9,35%). Pentru 5,1% din locuitori nu este cunoscută apartenența etnică.